# For All Mankind
For All Mankind é uma série de televisão americana de ficção científica criada e escrita por Ronald D. Moore, Matt Wolpert e Ben Nedivi e produzida para Apple TV+. A série dramatiza uma história alternativa que descreve "o que teria acontecido se a corrida espacial global nunca tivesse terminado" depois que a União Soviética teve sucesso na primeiro pouso tripulado na Lua à frente dos Estados Unidos.
A série é estrelada por Joel Kinnaman no papel principal do astronauta fictício da NASA Edward Baldwin e da tripulação da Apollo 11, Neil Armstrong, Buzz Aldrin e Michael Collins como personagens da história. Michael Dorman, Wrenn Schmidt, Shantel VanSanten, Sarah Jones, Jodi Balfour, Michael Harney e Colm Feore aparecem em papéis coadjuvantes na série. Seth Gordon dirigiu os dois primeiros episódios da 1ª temporada.
For All Mankind estreou em 1 de novembro de 2019, e foi renovado pela Apple TV + em outubro de 2019 para uma segunda temporada que estreou em 19 de fevereiro de 2021. Em dezembro de 2020, antes da segunda  estreia da temporada, a série foi renovada para uma terceira temporada.

## Premissa
A primeira missão tripulada à Lua durante a Corrida Espacial no final dos anos 1960 foi um sucesso global para a NASA e os Estados Unidos. Este drama levanta a questão: "E se a corrida espacial nunca tivesse terminado?"
Em uma linha do tempo alternativa, um cosmonauta soviético, Alexei Leonov, se torna o primeiro humano a pousar na lua. Esse resultado devasta o moral da NASA, mas também catalisa um esforço americano para alcançá-lo. Com a União Soviética enfatizando a diversidade ao incluir uma mulher em pousos subsequentes, os EUA são forçados a acompanhar o ritmo, treinando mulheres e minorias que foram amplamente excluídas das décadas iniciais de exploração espacial dos EUA.

## Elenco

### Principal
- Joel Kinnaman como Edward Baldwin
- Michael Dorman como Gordo Stevens
- Wrenn Schmidt como Margo Madison
- Sarah Jones como Tracy Stevens
- Shantel VanSanten como Karen Baldwin
- Jodi Balfour como Ellen Wilson (née Waverly)
- Krys Marshall como Danielle Poole (2ª temporada; recorrente 1ª temporada)[4]
- Sonya Walger como Molly Cobb (2ª temporada; recorrente 1ª temporada)[6])[4]
- Cynthy Wu como Kelly Baldwin (2ª temporada)[4]
- Coral Peña como Aleida Rosales (2ª temporada)[4]
- Casey W. Johnson como Danny Stevens (2ª temporada)[4]

### Figuras históricas
- Chris Agos como Buzz Aldrin
- Matt Battaglia como John Glenn
- Chris Bauer como Deke Slayton
- Jeff Branson como Neil Armstrong
- Dan Donohue como Thomas O. Paine
- Colm Feore como Wernher von Braun
- Ryan Kennedy como Michael Collins
- Eric Ladin como Gene Kranz
- Steven Pritchard como Pete Conrad
- Rebecca Wisocky como Marge Slayton
- Ben Begley como Charlie Duke
- Frank Borman como ele mesmo (filmagens)
- Jim Lovell como ele mesmo (filmagens)
- Alan Shepard como ele mesmo (filmagens)
- Gus Grissom como ele mesmo (filmagens)
- Scott Carpenter como ele mesmo (filmagens)
- Gordo Cooper como ele mesmo (filmagens)
- Wally Schirra como ele mesmo (filmagens)
- Richard Nixon como ele mesmo (filmagens)
- Henry Kissinger como ele mesmo (filmagens)
- Ted Kennedy como ele mesmo (filmagens)

### Recorrente
- Michael Harney como Jack Broadstreet
- Tait Blum (1ª temporada) como Shane Baldwin
- Arturo Del Puerto como Octavio Rosales
- Noah Harpster as Bill Strausser
- Edwin Hodge como Clayton Poole
- Tracy Mulholland as Gloria Sedgewick
- Dave Power as Astronaut Frank Sedgewick
- Mason Thames (1ª temporada ) as Danny Stevens (Thames foi substituído pelo ator Casey W. Johnson na 2ª temporada)
- Olivia Trujillo (1ª temporada) as Aleida Rosales (Trujillo foi substituída pela atriz Coral Peña na 2ª temporada)
- Meghan Leathers como Pam Horton
- Wallace Langham como Harold Weisner
- Nate Corddry como Larry Wilson
- Leonora Pitts como Irene Hendricks
- Dan Warner como General Arthur Weber
- Lenny Jacobson como Wayne Cobb
- Mark Ivanir como Mikhail Mikhailovich Vasiliev

## Episódios
| Temporada | Temporada | Episódios | Episódios | Originalmente exibido   | Originalmente exibido  |
| Temporada | Temporada | Episódios | Episódios | Estreia da temporada    | Final da temporada     |
| --------- | --------- | --------- | --------- | ----------------------- | ---------------------- |
|           | 1         | 10        | 10        | 1 de novembro de 2019   | 20 de dezembro de 2019 |
|           | 2         | 10        | 10        | 19 de fevereiro de 2021 | 23 de abril de 2021    |
|           | 3         | 10        | 10        | 10 de junho de 2022     | 12 de agosto de 2022   |
|           | 4         | 10        | 10        | 10 de novembro de 2023  | 12 de janeiro de 2024  |

### 1.ª temporada (2019)
| N.º na série | N.º na temp. | Título                  | Dirigido por         | Escrito por                                                                                | Lançamento             |
| ------------ | ------------ | ----------------------- | -------------------- | ------------------------------------------------------------------------------------------ | ---------------------- |
| 1            | 1            | "Red Moon"              | Seth Gordon          | História por : Ronald D. Moore Roteiro por : Ronald D. Moore and Matt Wolpert & Ben Nedivi | 1 de novembro de 2019  |
| 2            | 2            | "He Built the Saturn V" | Seth Gordon          | Matt Wolpert & Ben Nedivi                                                                  | 1 de novembro de 2019  |
| 3            | 3            | "Nixon's Women"         | Allen Coulter        | Nichole Beattie                                                                            | 1 de novembro de 2019  |
| 4            | 4            | "Prime Crew"            | Allen Coulter        | Naren Shankar                                                                              | 8 de novembro de 2019  |
| 5            | 5            | "Into the Abyss"        | Sergio Mimica-Gezzan | David Weddle & Bradley Thompson                                                            | 15 de novembro de 2019 |
| 6            | 6            | "Home Again"            | Sergio Mimica-Gezzan | Stephanie Shannon                                                                          | 22 de novembro de 2019 |
| 7            | 7            | "Hi Bob"                | Meera Menon          | Ronald D. Moore                                                                            | 28 de novembro de 2019 |
| 8            | 8            | "Rupture"               | Meera Menon          | Nichole Beattie                                                                            | 6 de dezembro de 2019  |
| 9            | 9            | "Bent Bird"             | John Dahl            | David Weddle & Bradley Thompson                                                            | 13 de dezembro de 2019 |
| 10           | 10           | ASA                     | John Dahl            | Matt Wolpert & Ben Nedivi                                                                  | 20 de dezembro de 2019 |

### 2.ª temporada (2021)
| N.º na série | N.º na temp. | Título                | Dirigido por         | Escrito por                     | Lançamento              |
| ------------ | ------------ | --------------------- | -------------------- | ------------------------------- | ----------------------- |
| 11           | 1            | "Every Little Thing"  | Michael Morris       | Ronald D. Moore                 | 19 de fevereiro de 2021 |
| 12           | 2            | "The Bleeding Edge"   | Michael Morris       | Matt Wolpert & Ben Nedivi       | 26 de fevereiro de 2021 |
| 13           | 3            | "Rules of Engagement" | Andrew Stanton       | Stephanie Shannon               | 5 de março de 2021      |
| 14           | 4            | "Pathfinder"          | Andrew Stanton       | David Weddle & Bradley Thompson | 12 de março de 2021     |
| 15           | 5            | "Weights"             | Meera Menon          | Nichole Beattie & Joe Menosky   | 19 de março de 2021     |
| 16           | 6            | "Best Laid Plans"     | Meera Menon          | Joe Menosky                     | 26 de março de 2021     |
| 17           | 7            | "Don't Be Cruel"      | Dennie Gordon        | Nichole Beattie                 | 2 de abril de 2021      |
| 18           | 8            | "And Here's to You"   | Dennie Gordon        | Ronald D. Moore                 | 9 de abril de 2021      |
| 19           | 9            | "Triage"              | Sergio Mimica-Gezzan | Bradley Thompson & David Weddle | 16 de abril de 2021     |
| 20           | 10           | "The Grey"            | Sergio Mimica-Gezzan | Matt Wolpert & Ben Nediv        | 23 de abril de 2021     |

### 3.ª temporada (2022)
| N.º na série | N.º na temp. | Título                       | Dirigido por    | Escrito por                     | Lançamento           |
| ------------ | ------------ | ---------------------------- | --------------- | ------------------------------- | -------------------- |
| 21           | 1            | "Polaris"                    | Sarah Boyd      | Matt Wolpert & Ben Nedivi       | 10 de junho de 2022  |
| 22           | 2            | "Game Changer"               | Sarah Boyd      | David Weddle & Bradley Thompson | 17 de junho de 2022  |
| 23           | 3            | "All In"                     | Wendey Stanzler | Nichole Beattie                 | 24 de junho de 2022  |
| 24           | 4            | "Happy Valley"               | Wendey Stanzler | Joe Menosky                     | 1 de julho de 2022   |
| 25           | 5            | "Seven Minutes of Terro"     | Andrew Stanton  | Sabrina Almeida                 | 8 de julho de 2022   |
| 26           | 6            | "New Eden"                   | Andrew Stanton  | Stephanie Shannon               | 15 de julho de 2022  |
| 27           | 7            | "Bring It Down"              | Dan Liu         | Nichole Beattie                 | 22 de julho de 2022  |
| 28           | 8            | "The Sands of Ares"          | Dan Liu         | Joe Menosky & Eric Phillips     | 29 de julho de 2022  |
| 29           | 9            | "Coming Home"                | Craig Zisk      | David Weddle & Bradley Thompson | 5 de agosto de 2022  |
| 30           | 10           | "Stranger in a Strange Land" | Craig Zisk      | Matt Wolpert & Ben Nedivi       | 12 de agosto de 2022 |

### 4.ª temporada (2023)
| N.º na série | N.º na temp. | Título              | Dirigido por         | Escrito por                                  | Lançamento             |
| ------------ | ------------ | ------------------- | -------------------- | -------------------------------------------- | ---------------------- |
| 31           | 1            | "Glasnost"          | Lukas Ettlin         | Matt Wolpert & Ben Nedivi                    | 10 de novembro de 2023 |
| 32           | 2            | "Have a Nice Sol"   | Lukas Ettlin         | David Weddle & Bradley Thompson              | 17 de novembro de 2023 |
| 33           | 3            | "The Bear Hug"      | Dan Liu              | Andrew Black                                 | 22 de novembro de 2023 |
| 34           | 4            | "House Divided"     | Dan Liu              | Sabrina Almeida                              | 1 de dezembro de 2023  |
| 35           | 5            | "Goldilocks"        | Sylvain White        | Jovan Robinson                               | 8 de dezembro de 2023  |
| 36           | 6            | "Leningrad"         | Sylvain White        | Eric Phillips                                | 15 de dezembro de 2023 |
| 37           | 7            | "Crossing the Line" | Maja Vrvilo          | Andrew Black                                 | 22 de dezembro de 2023 |
| 38           | 8            | "Legacy"            | Maja Vrvilo          | Bradley Thompson & David Weddle              | 29 de dezembro de 2023 |
| 39           | 9            | "Brazil"            | Sergio Mimica-Gezzan | David Weddle & Bradley Thompson & Kate Burns | 5 de janeiro de 2024   |
| 40           | 10           | "Perestroika"       | Sergio Mimica-Gezzan | Matt Wolpert & Ben Nedivi                    | 12 de janeiro de 2024  |

## Produção

### Desenvolvimento
De acordo com Ronald D. Moore, a ideia do show surgiu durante um almoço com o ex-astronauta da NASA Garrett Reisman, quando eles discutiram a possibilidade de uma história alternativa em que os soviéticos alcançassem a Lua antes dos americanos. Em 15 de dezembro de 2017, foi anunciado que a Apple havia dado à produção um pedido de série de uma temporada. A série foi criada por Ronald D. Moore. Moore, Matt Wolpert e Ben Nedivi irão, em conjunto, o roteiro e a produção executiva do drama. Maril Davis atuou como produtora executiva. As produtoras envolvidas na série incluem a Sony Pictures Television e a Tall Ship Productions. Em 5 de outubro de 2018, foi anunciado que a série foi oficialmente intitulada For All Mankind. A série foi renovada para uma segunda temporada em outubro de 2019. Em 19 de novembro de 2020, foi anunciado que a segunda temporada estrearia em 19 de fevereiro de 2021. Em 8 de dezembro de 2020, antes da estreia da segunda temporada, a Apple TV + renovou a série para uma terceira temporada.

### Seleção de elenco
Em agosto de 2018, foi anunciado que Joel Kinnaman, Michael Dorman, Sarah Jones, Shantel VanSanten e Wrenn Schmidt haviam sido escalados para os papéis principais e que Eric Ladin, Arturo Del Puerto e Rebecca Wisocky apareceriam em uma capacidade recorrente. Em 5 de outubro de 2018, foi relatado que Jodi Balfour havia sido escalado para um papel regular na série.
Em 19 de novembro de 2020, Cynthy Wu, Coral Peña e Casey W. Johnson foram escalados para os papéis principais na próxima temporada. Além disso, Krys Marshall e Sonya Walger foram adicionados ao elenco principal.  Em 16 de dezembro de 2020, Michaela Conlin juntou-se ao elenco em um papel coadjuvante na segunda temporada.

### Filmagens
As filmagens da série começaram em agosto de 2018 em Los Angeles, Califórnia. Em março de 2019, o The New York Times informou que as filmagens havia  terminado.
Em 17 de agosto de 2020, a produção da segunda temporada foi retomada após a parada devido a pandemia de COVID-19.

## Recepção
O site agregador de resenhas Rotten Tomatoes relatou um índice de aprovação de 73% com uma classificação média de 6,91/10, com base em 52 comentários. O consenso crítico do site diz: "Embora atire na lua e caia em algum lugar em órbita, a visão impressionante da história de For All Mankind tem o potencial de decolar real se inclinar-se para as coisas que a diferenciam em vez de se contentar com mais do mesmo."Metacritic, que usa uma média ponderada, atribuiu uma pontuação de 65 de 100 com base em 22 críticos, indicando" avaliações geralmente favoráveis".